# دزونگاریان آلاتاو
دزونگاریان آلاتاو (به قزاقی: Dzungarian Alatau) یک رشته‌کوه در قزاقستان است که در مرز میان ناحیه جونغارستان چین و استان هفت‌آب قزاقستان واقع شده‌است.